# Purcell (Oklahoma)
Purcell è un comune (city) degli Stati Uniti d'America e capoluogo della contea di McClain nello Stato dell'Oklahoma. Una parte della città si estende nella contea di Cleveland. La popolazione era di 5 884 abitanti al censimento del 2010.
Fondata nel 1887, Purcell era una città ferroviaria intitolata a Edward B. Purcell, un funzionario della Atchison, Topeka and Santa Fe Railway.
Purcell è nota come "la capitale mondiale dei cavalli da sella usati per la corsa" e il suo motto ufficiale è "il cuore dell'Oklahoma"; la città ha marchi registrati su entrambi i titoli.

## Geografia fisica
Purcell è situata a 35°01′03″N 97°22′10″W (35.017465, -97.369537).
Secondo lo United States Census Bureau, ha un'area totale di 10,5 mi² (27,19 km²).

## Storia
Purcell fu fondata nel 1887. Prese il nome da Edward B. Purcell, vicepresidente della ferrovia Atchison, Topeka and Santa Fe (ATSF). Purcell era all'estremità nord della Gulf, Colorado and Santa Fe Railway, di proprietà della ATSF. La Amtrak serve ancora la città con l'Heartland Flyer alla stazione vicino al vecchio deposito della Santa Fe.
Purcell era l'unica città al confine delle terre non assegnate e iniziò ad attirare i coloni speranzosi anche prima della corsa alla terra del 1889. I lotti della città furono messi in vendita il 5 aprile 1887 e un ufficio postale fu creato sedici giorni dopo. Il Purcell Register, il giornale più antico della città, fu fondato nel 1887 e continuò ad operare nel XXI secolo. I residenti elessero il primo sindaco della città, James Taylor Bradley, il 13 agosto 1895. La città fu incorporata il 3 ottobre 1898.
Situata sul fiume Canadian, un tempo era chiamata "la città regina della nazione Chickasaw". Nel 1895, una delle cinque corti distrettuali della nazione Chickasaw si trovava a Purcell, con la prima sessione inaugurata il 18 novembre 1895. Il tribunale sfuggì alla distruzione il giorno dopo, quando un incendio distrusse la maggior parte degli edifici nel quartiere degli affari.
La costruzione della Oklahoma Central Railway (OCR), che collegava le miniere di carbone di Lehigh con Chickasha, raggiunse Purcell nel marzo del 1907. La OCR trovò i suoi cantieri principali, fienili e gran parte delle sue attrezzature a Purcell. Sebbene la OCR fallì l'anno successivo, le sue attività furono acquisite dalla ATSF.

## Società

### Evoluzione demografica
Secondo il censimento del 2010, la popolazione era di 5 884 abitanti.

### Etnie e minoranze straniere
Secondo il censimento del 2010, la composizione etnica della città era formata dal 78,79% di bianchi, il 2,06% di afroamericani, il 7,39% di nativi americani, lo 0,24% di asiatici, lo 0,07% di oceanici, il 5,22% di altre razze, e il 6,24% di due o più etnie. Ispanici o latinos di qualunque razza erano il 13,80% della popolazione.